# بیپلوپ باتاچارجی
بیپلوپ باتاچارجی (بنگالی: বিপ্লব ভট্টাচার্য؛ زادهٔ ۷ ژانویهٔ ۱۹۸۱) بازیکن سابق و مربی فوتبال اهل بنگلادش است.
از باشگاه‌هایی که در آن بازی کرده است می‌توان به باشگاه ورزشی محمدان (داکا)، باشگاه فوتبال آباهانی داکا، و باشگاه فوتبال شیخ راسل اشاره کرد.
وی همچنین در تیم ملی فوتبال بنگلادش بازی کرده است.